# 岡山市立御南中学校
岡山市立御南中学校（おかやましりつ みなんちゅうがっこう）は、岡山県岡山市北区田中にある公立中学校。

## 沿革
- 1947年（昭和22年）：岡山県御津郡大野村・今村・芳田村・白石村組合立御南中学校として開校する。
- 1952年（昭和27年）：岡山市立御南中学校[2]に改称する。
- 1985年（昭和60年）：岡山市立芳田中学校が分離独立。

## 部活動
- 陸上競技部
- 野球部
- サッカー部
- 女子バレーボール部
- 卓球部
- 柔道部
- 剣道部
- ソフトテニス部
- 男子バスケットボール部
- 女子バスケットボール部
- 吹奏楽部
- 美術部
- 放送部
- 園芸部
- 演劇部

## 通学区域が隣接している学校
- 岡山市立吉備中学校
- 岡山市立石井中学校
- 岡山市立桑田中学校
- 岡山市立芳田中学校
- 岡山市立福田中学校